# Estación de San Pedro Sula
La estación de San Pedro Sula es la antigua estación de ferrocarril principal de la ciudad de San Pedro Sula en Honduras. La estación está ubicada en el centro histórico de la ciudad a una manzana al este de la catedral de San Pedro Apóstol. 
Inaugurada a principios del siglo XX por la empresa pública Ferrocarril Nacional de Honduras. En su época la estación tuvo gran uso para trenes de carga y pasajeros. Sin embargo, desde finales del siglo XX el sistema ferroviario hondureño ha sufrido de una falta de apoyo financiero del gobierno nacional y el uso de la estación en siglo XXI es prácticamente nulo. Hoy en día la estación funciona como museo y es la sede central de Ferrocarril Nacional de Honduras y sus 19 empleados.

## Historia
La estación fue construida a principios del siglo XX por la empresa pública Ferrocarril Nacional de Honduras como su estación principal para la ciudad. Desde finales del siglo XX, la empresa ha recibido escaso apoyo financiero del gobierno nacional y su servicio y uso se ha deteriorado con los años desde inicios de la década de los 2000.
En 2006 se canceló el único servicio de trenes de pasajeros que quedaba, una línea con servicio a La Ceiba. Con este cierre, la estación se dedicó exclusivamente al servicio ferroviario de carga. En 2010 se reactivó un servicio de tren de pasajeros a las fábricas de Búfalo con dos locomotoras. Sin embargo para 2020, debido a la pandemia del COVID-19, el servicio de trenes de pasajeros se detuvo. La estación aun provee servicio esporádico de trenes de pasajeros turísticos y al refugio de vida silvestre Cuero y Salado.